# Bassjackers
Bassjackers ist ein niederländisches Musik-Duo, bestehend aus dem DJ Marlon Flohr und dem Produzenten Ralph van Hilst. Mit ihrer Musik vertreten sie hauptsächlich die Genres Big-Room, Progressive House und zuletzt auch Future-Bass. Ihren größten Erfolg feierten sie im Jahr 2013 mit der Single Crackin’. Derzeit belegen sie Platz 39 der DJ-Mag-Charts.

## Geschichte

### 2007–2009: Musikalische Anfänge
Bereits vor ihrer Karriere als DJ-Duo waren sie gut befreundet und konzentrierten sich abseits von einander auf ihr musikalisches Interesse. Jedoch war Flohr viel mehr im Bereich des Auflegens und van Hilst mit dem Produzieren eigener Lieder aktiv. Im Jahre 2007 begann Flohr immer öfter die Lieder seines Kollegen in seine Live-Sets einzubauen, bis sie beschlossen, dies als festes Duo weiterzuführen. Daraus resultierte die Gründung des Projekts „Bassjackers“. In der folgenden Zeit teilten sie ihre Fähigkeiten und zogen sowohl die Produktion ihrer Lieder, als auch die Auftritte als Duo durch.
Auf mehreren Musikplattformen veröffentlichten sie neben eigenen Lieder auch eine Großzahl an Remixen. Als erste Single lässt sich der Titel Beat Cut beschreiben. Bereits hier erhielten sie durch einen Remix Unterstützung vom ebenfalls niederländischen DJ und Produzenten Sidney Samson. Über das Plattenlabel „Secure Recordings“ folgte Enowapi. Es folgten einige weitere eher weniger bekannte Lieder. Der im Herbst des Jahres 2009 veröffentlichte Remix des Liedes Lets Go von Sidney Samson in Zusammenarbeit mit Lady Bizzey sorgte im Internet für viel positives Feedback und auch DJs wie Fedde Le Grand wurde auf das Duo aufmerksam. Durch seinen Support wurde ihr Name auch bei anderen DJ-Größen bekannt und es kam auch zu ersten offiziellen Remixen für bekannte Interpreten, darunter Martin Solveig, Quintino oder Ian Carey. Des Weiteren erhielten sie viele Neuinterpretationen ihrer Lieder von international bekannten Produzenten.

### 2010–2012: Erste Erfolge & Plattenvertrag
Im Laufe des Jahres 2010 äußerte DJ-Legende Tiësto starkes Interesse an den Bassjackers und begann mit ihnen zusammenzuarbeiten. Es folgte eine Podcastfolge gemeinsam mit dem Duo sowie ein Angebot sie auf seinem Plattenlabel „Musical Freedom“ aufzunehmen. Sie unterzeichnete einen Plattenvertrag und begann mit ersten Produktionen. Am 25. April 2011 erschien die Single Mush Mush auf Beatport. Der Track wurde im Gegensatz zu ihren vergangenen eher weniger bekannten Singles, ein großer Erfolg und erreichte bereits nach kurzer Zeit die Top-10 der Beatport-Charts, wo er sich über zwei Monate hielt. Des Weiteren wurde er von DJs wie Hardwell, Dimitri Vegas & Like Mike sowie der Swedish House Mafia in ihren Sets gespielt. Nur wenige Monate später erschien eine Remix-EP des Welthits Maximal Crazy von Tiësto, bei dem auch ein Mix der Bassjackers zu finden war, welcher den Erfolg der EP dominierte. Eine Doppelsingle mit dem Titel Brougham/Contour gemeinsam mit dem Produzenten Apster konnte in keiner Weise anschließen, hielt sich auf Grund der Veröffentlichung über Afrojacks „Wall Recordings“ auch eher im Hintergrund.
Im Jahr 2012 legte das Duo auf zahlreiche Festivals auf und begann durch die USA zu touren. Einer der Auftritte erfolgte am 24. März 2012 beim Ultra Music Festival in Miami. Dieser gilt als eines ihrer ersten großen Konzerte. Des Weiteren begleiteten sie Robbie Rivera bei mehreren Sets. Bei ihrem Auftritt beim EDC-Vegas spielten sie neben ihrem Track Mush Mush auch ihre folgende Single Hey, die eine Kollaboration mit dem ebenfalls niederländischen DJ-Duo Showtek darstellt. Das Release wurde jedoch verschoben und die Veröffentlichung ihrer Angger-Dimas-Kollaboration ging vor. Das Lied mit dem Titel RIA erschien am 19. März 2012 auf „Doorn-Recordings“. Nur wenige Monate später veröffentlichten sie am 13. August 2012 gemeinsam mit Yves V das Lied Bronx über Dimitri Vegas & Like Mikes Plattenlabel „Smash the House“. Mitte des Jahres 2012 verließen Bassjackers „Musical Freedom“ und unterschrieben einen Vertrag beim niederländischen Erfolgslabel „Spinnin’ Records“. Parallel stellte das Duo das Lied Let’s Get Weird zum kostenlosen Download zur Verfügung. Ab dem 11. Dezember 2012 war letztlich die Showtek-Collab Hey erhältlich. Das offizielle Musikvideo erschien bereits kurz vorher und wurde innerhalb von kürzester Zeit mehrere Millionen Mal aufgerufen.
Ebenfalls im Herbst 2012 startete das Duo die Podcastserie Jackin Da Bass. Diese löste den Vorgänger FunX Dance ab und debütierte am 20. Oktober 2012. Hierbei handelt es sich um einstündige DJ-Mixe, bestehend aus den derzeitigen Favoriten der Bassjackers, ihren eigenen Liedern sowie Mash-Ups. Die Folgen erscheinen jeden Samstag und werden in der Regel immer mehrere tausend Male aufgerufen.

### 2013–2014: Durchbruch mit u.a.Crackin’
In das Jahr 2013 starteten Flohr und van Hilst mit einem zweistündigen Set bei der New-Year-Party beim Dada-Land in New York. Dort spielten sie unter anderem Kollaborationen mit Ferry Corsten und Kenneth G. Des Weiteren waren zahlreiche Remixe zu hören, darunter für The Wanted oder Chuckie. Ihre Zusammenarbeit mit DJ und Produzent Dyro bildete ihre erste Veröffentlichung in diesem Jahr. Release war der 18. Februar 2013 unter dem Titel Grid. Es folgte der Track Duckface, eine Kollaboration mit Kenneth G. Der auf dem Duckface-Selfie-Trend basierende Song erschien im März 2013 über „Hysteria“, konnte aber nicht an den Erfolg der Vorgänger-Singles anschließen. Jedoch sorgte insbesondere die Nachfolgersingle Collision für positives Feedback. Der Electro-House-Track entstand gemeinsam mit dem niederländischen Produzenten Ferry Corsten. Ursprünglich wurde das Lied bereits im März 2013 auf unter anderem SoundCloud veröffentlicht. Offizielles Release in weiteren Musikportalen erfolgte einen Monat später. Für viele soll sich die Qualität der Bassjackers-Lieder insbesondere bei dieser Single klar verbessert haben.
Gemeinsam mit dem DJ und Produzenten R3hab veröffentlichten sie am 15. Juli 2013 den Titel Raise Those Hands über Calvin Harris’ eigenes Plattenlabel „Fly Eye Records“. Der Tacks wurde ein großer Erfolg und brachte die Bassjackers auf eine komplett neue Schiene. Sie verabschiedeten sich von ihrem sonst sehr Tech-House angehauchten Stil und begannen mit den Produzieren von Electro-House und Big-Room. Raise Those Hands spielten das Duo erstmals gemeinsam mit R3hab beim EDC-Vegas. Der Auftritt ist auch im offiziellen Musikvideo zu sehen, welches, obwohl es nicht über „Spinnin'“ erschien, mehrere Millionen Mal aufgerufen wurde. Es folgte am 26. Juli 2013 ihr erster Auftritt beim weltgrößten EDM-Festival Tomorrowland in Belgien. Eher weniger bekannt erschien als Nächstes der Titel Flag, eine Zusammenarbeit mit Gregori. Viel mehr Aufmerksamkeit erhielt die Single Zing, die am 23. September 2013 veröffentlicht wurde. Eines der besonderen Merkmale an diesem Track ist, dass er einen Big-Room-Drop enthält, der aber nach dem Mainpart in einem Teil überschwingt, welcher den alten Bassjackers-Stil aufweist.
Im Herbst 2013 begannen sie die Studioarbeiten mit Martin Garrix, der gerade in diesem Jahr mit dem Welthit Animals seinen Durchbruch erlangte. Über „Spinnin’ Records“ erschien am 4. November 2013 der Song Gamer, ihre erste Kollaboration. Am 20. Januar 2014 folgte die nächste Kollaboration mit dem Titel Crackin’. Das Lied wurde zu ihrem bis dahin erfolgreichsten Track. Es enthält sowohl Merkmale der Bassjackers-Single Zing als auch von Martin Garrix’ Animals beziehungsweise Wizard. Crackin’ erschien in zwei Variationen, zum einen in einer Bassjackers-Version sowie in einer Martin-Garrix-Version. Die Bassjackers-Version wurde zum Free-Download bereitgestellt, während Garrix’ Version als eigentliche Single-Version für lange Zeit Platz zwei der Beatport-Charts belegte und somit die erste Spitzenposition des Duos darstellt. Auch ein Einstieg in die niederländischen Single-Charts gelang ihnen. Das offizielle Musikvideo erreichte auf „Spinnin' TV“ über 10 Millionen aufrufe.

### 2014–2015: Genrewechsel & Kollaborationen mit DJ-Größen

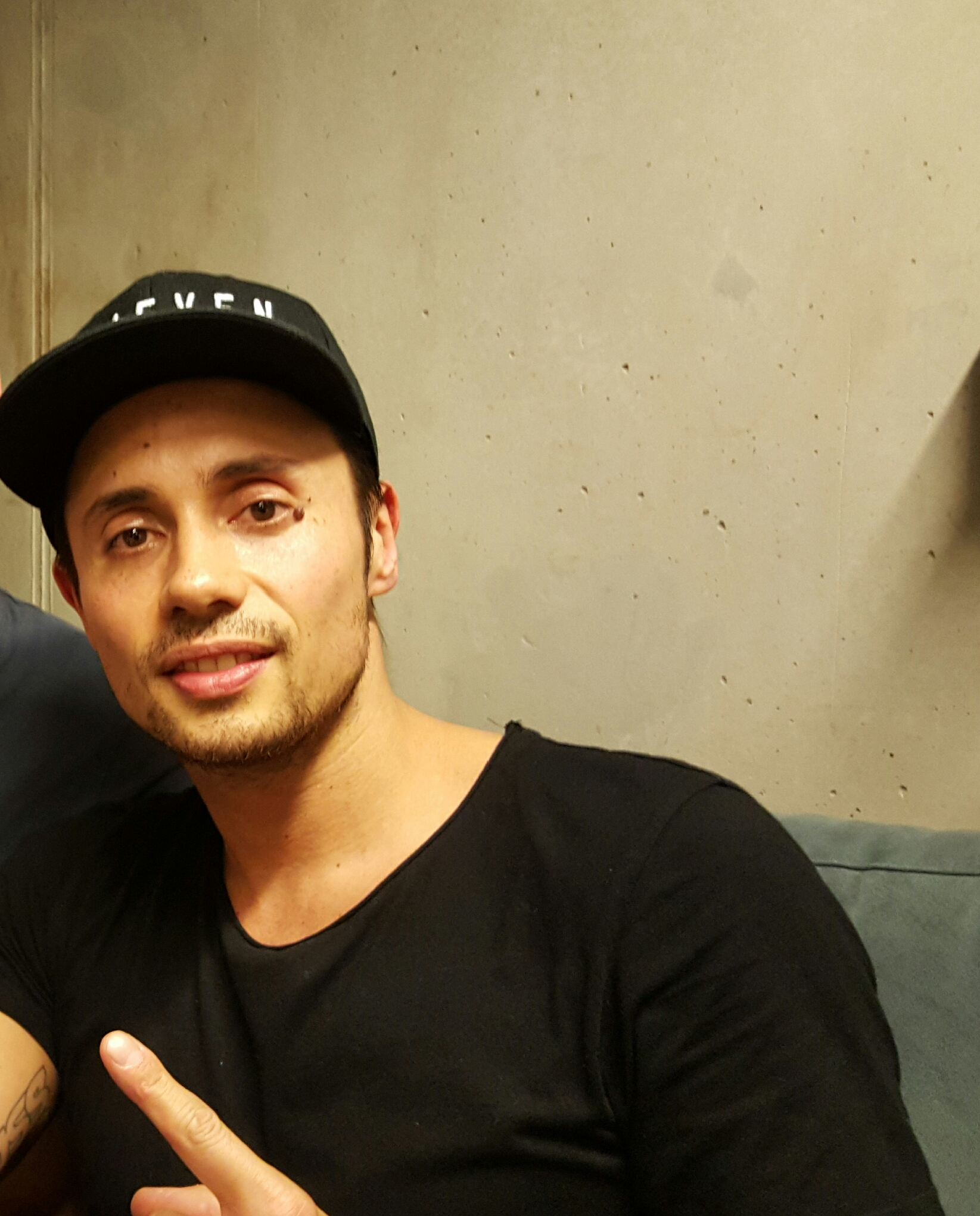
Marlon Flohr während eines Interviews im Neuraum

Am 10. Februar 2014 erschien der Track Battle in Zusammenarbeit mit dem niederländischen DJ und Produzenten Jordy Dazz über „Doorn Recordings“. Als Nachfolgesingle erschien eine Zusammenarbeit mit dem Erfolgsproduzenten MakJ. Der Track enthält den Titel Derp und unterscheidet sich vom Stil leicht von den vorherigen Tracks. Hierbei setzten sie neben dem typischen Big-Room-Kick auch Merkmale des Dirty-House. Der Song wurde am 28. April 2014 über „Hysteria“ veröffentlicht. Über Hardwells Plattenlabel „Revealed Recordings“ erschien am 15. August 2014 der Song Rampage, eine weitere Kollaboration mit Kenneth G. Das Lied wurde ein Erfolg und weist klaren Dirty-House-Stil auf. Der Track war ausschlaggebend für die weitere Entwicklung ihres Stils und erhielt fast ausschließlich positives Feedback. Am 27. Juli 2014 traten sie auf der Smash-the-House-Stage das zweite Mal beim Tomorrowland in Belgien auf. Mit Like That veröffentlichten sie über „Smash the House“ die noch erfolgreichere Nachfolger-Single. Der Drop ähnelt stark dem von Rampage weicht aber noch stärker in den Bereich des Dirty-Dutch ab.
Am 17. Oktober 2014 veröffentlichten Bassjackers eine weitere Solo-Single mit dem Titel Savior auch diese wurde von den Fans gelobt und erreichte eine hohe Beatport-Platzierung. Als Plattenlabel stellte sich nach mehreren Releases über andere Plattenfirmen ein weiteres mals „Spinnin'“ heraus, weshalb der Titel deutlich mehr Promotion erhielt. Mit der Single X, welche gemeinsam mit Dyro produziert wurde und am 15. Dezember 2014 erschien, nutzten sie die Gelegenheit auf Grund der Unterstützung eines eher weniger bekannten Plattenlabels, namens „Wolv“, ihren ursprünglichen Musikstil zu verwenden. Savior erhielt dennoch starken Support von unter anderem Martin Garrix, Hardwell und W&W. Mit Wave Your Hands folgte als ihr erster Track im Jahr 2015 eine Zusammenarbeit mit Thomas Newson. Durch das Release über „Smash the House“ wurde der Track bereits vorab von Dimitri Vegas & Like Mike in ihren Sets verwendet. Die Interpreten waren zu diesem Zeitpunkt noch nicht genannt. Zwar wurde Stil wurde sofort den Bassjackers zugeordnet, aber als Kollaborationspartner Niles Hollowell-Dhar alias KSHMR vermutet. Auch Wave Your Hands wurde als starker Big-Room-Track bezeichnet und wurde ihr erster Nummer-eins-Hit auf Beatport.
Am 20. Februar 2015 spielte Afrojack beim Ultra Music Festival Argentinien erstmals den Song What We Live For, eine Kollaboration zwischen ihm und den Bassjackers. Bereits dort kam es zu positiver Kritik und es erschienen zahlreiche Mitschnitte des Liedes im Internet. Insbesondere die Kollaboration wurde aufgrund der ähnlichen Musikstile als großartig bezeichnet. Releasedate war der 13. April 2015. Über Showteks Plattenlabel „Skink Recordings“ erschien am 25. Mai 2015 das Lied Alamo, welches in Zusammenarbeit mit dem niederländischen DJ und Produzenten Brooks entstand. Der Track wurde insbesondere auch von KSHMR promotet und erhielt ebenfalls fast ausschließlich positives Feedback. Hierbei wurde gerade die Melodie und das Build-Up der Lead gelobt. Der Drop entspricht dem Dirty-Dutsch-Stil der Bassjackers. Parallel feierten die Bassjackers mit ihrem Remix zu Higher Place, der belgischen DJ-Brüder Dimitri Vegas & Like Mike gemeinsam mit Ne-Yo große Erfolge, da sich dieser als sehr Festival-tauglich erwies und durch eine Shazam-Kooperation seitens Dimitri Vegas & Like Mike zum kostenlosen Download angeboten wurde.
Des Weiteren sammelte ein Track aus der fünften Folge des „Welcome to KSHMR“-Podcast von KSHMR auf YouTube zahlreiche Klicks. Vorerst wurde hierbei ausgegangen, dass es sich um seine lang angekündigte Vicetone-Collab handle, jedoch stellte sich dies als Fehler heraus und der Track entpuppte sich als eine Zusammenarbeit mit den Bassjackers. Die Vocals wurden der US-amerikanischen Sängerin Sirah, die durch den Welterfolg Bangarang gemeinsam mit Skrillex bekannt ist, zugeordnet. Der Big-Room-Drop wurde jedoch stark mit den Liedern Mammoth und Waves von Dimitri Vegas & Like Mike beziehungsweise W&W verglichen. Von Juli 2015 an lief eine Promotion-Kampagne zu dem am 31. August 2015 veröffentlichten, mit Memories betititelten Tracks.
Am 24. August 2015 lud der italienische Produzent Angemi ein Video auf Facebook hoch bei dem Martin Garrix’ Hit Dragon von Angemi selber im Stil anderer Musiker produziert wurde. Darunter war auch die sogenannte „Bassjackers“-Version. Dabei wurde die Grundmelodie des Liedes beibehalten, jedoch an früheren Bassjackers-Produktionen orientierte Stilmittel grundlegend verändert. Heraus stach insbesondere der Drop, der diese Version zur beliebtesten des Videos machte, weshalb Angemi die Vollversion zum Download freigab. Am 10. Oktober 2015 premierte Hardwell in seinem „Hardwell-On-Air“-Podcast die Produktion Bring That Beat, die auf ihrem typischen Stil basiert. Jedoch verwendeten sie hierbei erstmals ein neues Built-Up des Drops, wodurch der Track individueller erschien.
Des Weiteren erfolgte Ende 2015 die Veröffentlichung des Liedes Sound Barrier. Hierbei handelte es sich um eine Zusammenarbeit mit DJ und Produzenten Coone. Das besondere an dem Track ist, dass er auf einer Hardstyle-Grundlage basiert. Mit dem Lied Rough, das sie gemeinsam mit Reez produzierten, erschien über Musical Freedom im Dezember 2016 eine erste Nummer im Bereich des Bass-House’, welches zudem Elemente des Future-House’ enthielt.

### 2016–2017: Destiny EP

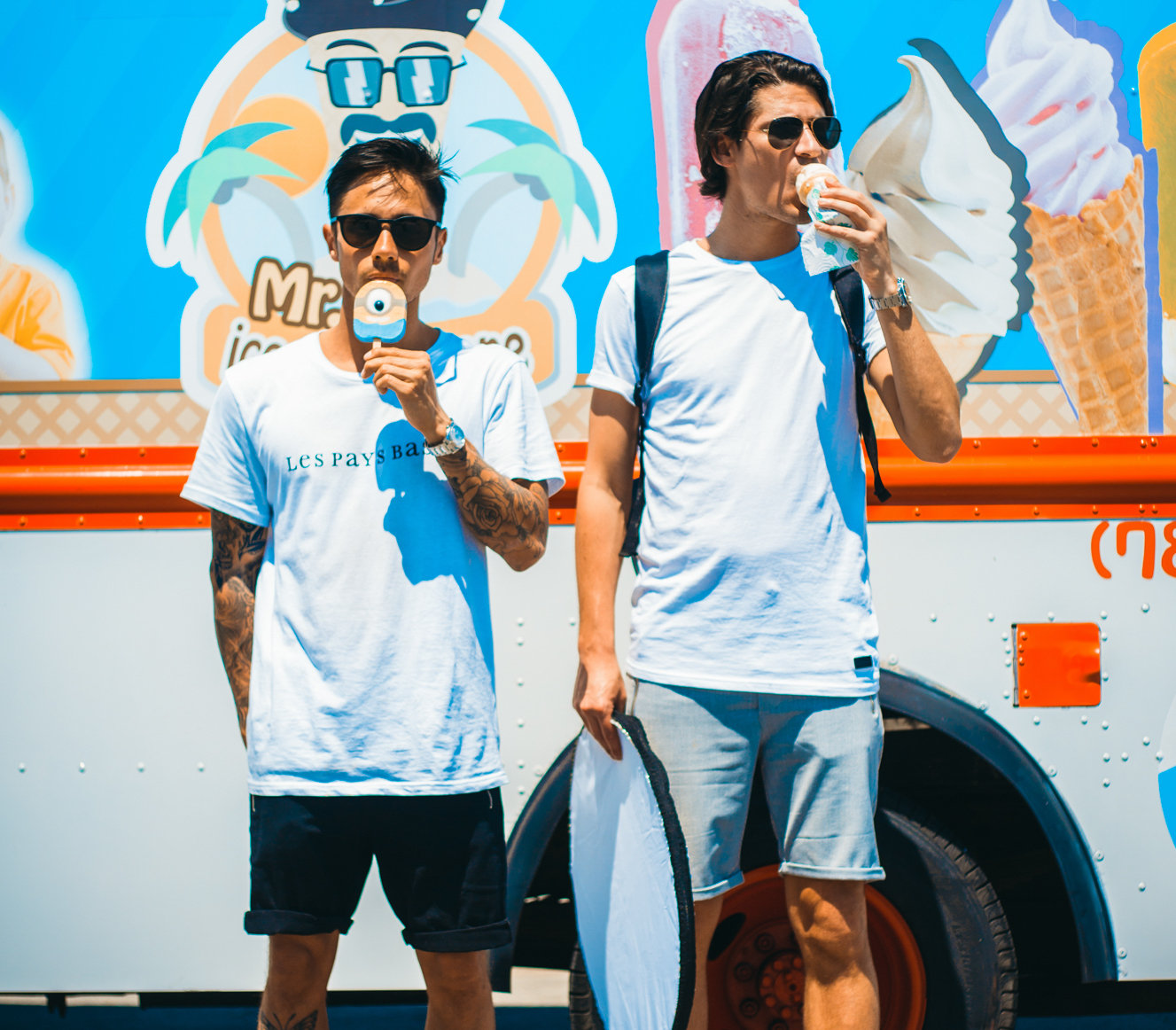
Bassjackers (2017)

Im Frühjahr 2016 verbreitete sich auf mehreren Musikplattformen eine vermeintliche Kollaboration mit FTampa. Diese stellte sich jedoch als eine Zusammenarbeit mit Joe Ghost & MOTi heraus. Über Spinnin’ erschien die Nummer letzten Endes mit dem Titel On the Floor. Im Bereich des Progressive-House’ folgten die Liedes Marco Polo, das gemeinsam mit Breathe Carolina und ein weiteres Mal mit Reez.
Weiterhin erschien eine Coverversion von DJ Yoeris Techno-Lied Fuck on Cocain. Diese produzierten sie gemeinsam mit Dimitri Vegas & Like Mike und releasten das Ganze über deren Plattenlabel „Smash the House“. Parallel gab das Duo bekannt mit Jay Hardway zusammenzuarbeiten. Daraus ging erst der Big-Room-Track El Mariachi vor, der am 20. Juni 2016 auf Spinnin’ erschien auf direktem Wege in die Top-10 der Beatport Top-100 vorrückte. Insbesondere Dimitri Vegas & Like Mike supporteten den Track. Die zweite Kollaboration enthält den Titel Dinosaur und entspricht im Gegensatz zum Vorgänger viel mehr dem Stil des Future-House’, konnte auch nicht an dessen Erfolg anschließen.
Mitte September 2016 veröffentlichten die Bassjackers die Destiny EP. Diese wurde über Spinnin' zum kostenlosen Download bereitgestellt und basiert aus einer Mischung aus Trap, Lovetrap und Future-Bass. Letzteres führten sie in ihrer daraufhin erschienenen Single Extreme, ihrer zweiten Kollaboration mit KSHMR fort. Diese trägt den Titel Extreme und wurde von Sidnie Tipton gesungen. Vorab wurde das Lied als eine Chainsmokers-Produktion gehandelt.

### 2017: Les Pays Bass
Am 31. Januar 2017 erschien nach Marco Polo ihre zweite Kollaboration mit Breathe Carolina. Diese trägt den Titel Can’t Take It, die von US-amerikanischen Sänger Cade gesungen wurde. Im März 2017 erschien das Lied Joyride, die gemeinsam mit Brooks produziert wurde. Während ihre erste Zusammenarbeit Alamo noch eine Mischung aus Dirty-Dutch und Big-Room darstellte, ließ sich Joyrideeher in den Bereich des Future-Bounce’ einordnen. Parallel erfolgte die Veröffentlichung des Liedes All Aboard, dass zusammen mit dem belgischen DJ-Duo D’Angelo & Francis alias Rockstarz aufgenommen wurde. Zudem wirkten bei dem Big-Room-Track Dimitri Vegas & Like Mike mit.
Am 16. Juni 2017 veröffentlichte das Duo das Lied These Heights. Der Future-House-Song entstand in Zusammenarbeit mit dem niederländischen DJ-Duo Lucas & Steve. Mit der Single Wobble & Jiggle veröffentlichte das im Juli 2017 Duo eine Mischung aus Trap und Big-Room. Der Track stellt eine Ankündigung ihrer EP Les Pays Bass dar. Diese wurde am 25. August 2018 veröffentlicht und präsentierte drei Trap und eine Bass-House-Produktionen. Eine von diesen ist ein Remix ihrer KSHMR-Kollaboration Memories aus dem Jahr 2015.
Am 1. Dezember 2017 erschien das Lied The Fever, eine weitere Kollaboration mit den Jungs von Breathe Carolina und dem DJ und Produzenten Apek. Eine Woche später folgte der Song Ready, mit dem sie ihren Musikstil aus den Jahren 2013 und 2014 wieder aufgriffen. Der Track stellt ein Remake des gleichnamigen Songs von L3n aus dem Jahr 2015 dar, den dieser als Demo an die beiden Niederländer schickte.

### 2018: Les Pays Bass Vol. 2

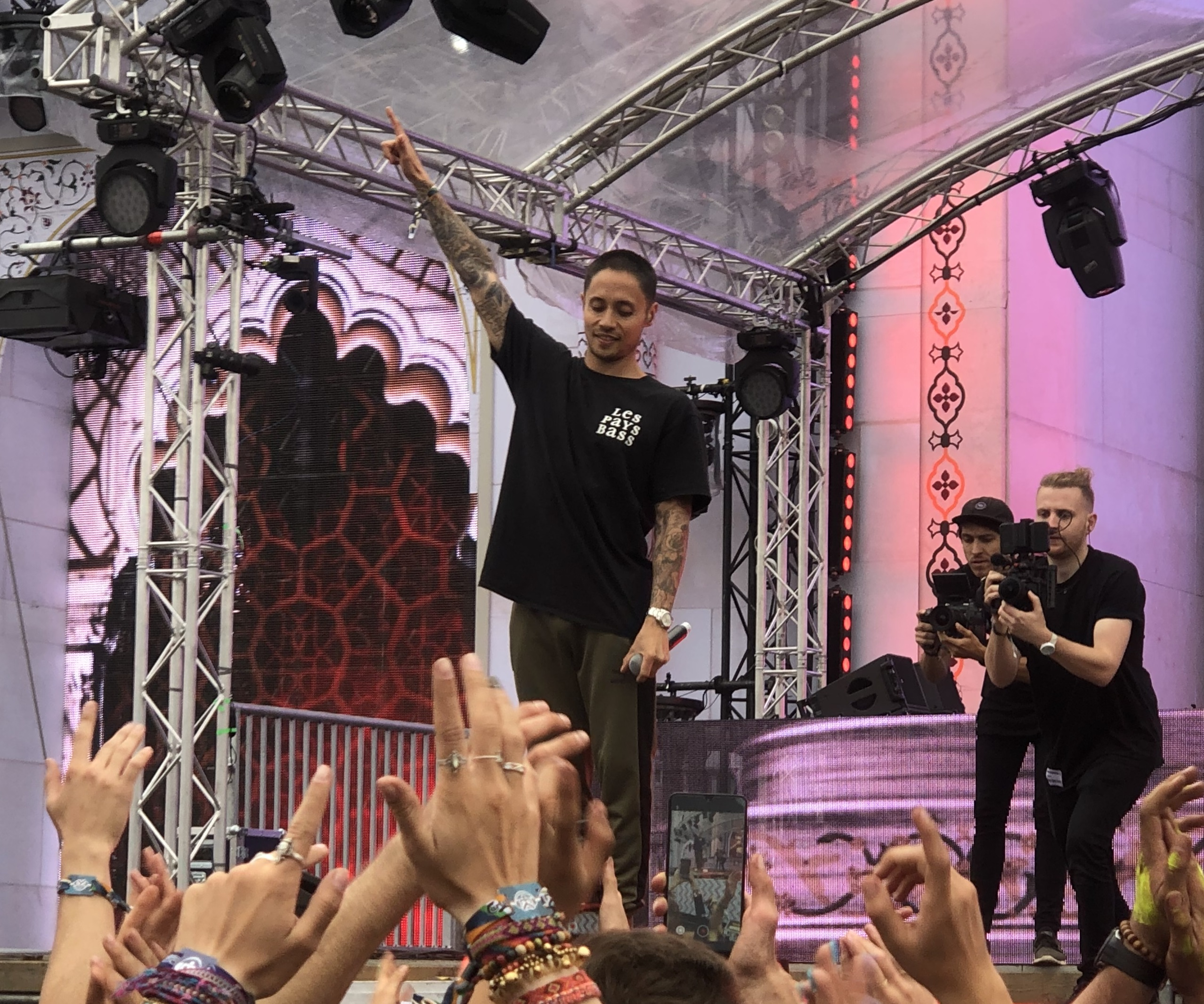
Flohr live beim Airbeat One 2019

Am 19. Januar 2018 veröffentlichten Bassjackers den Track Last Fight, der zusammen mit dem niederländischen Electro- und Trap-Duo Crossnaders entstand. Die Kombination aus Big-Room und Trap wurde über „Smash the House“. Über Tiëstos „Musical Freedom“ erschien am 16. Februar 2018 der Track Are You Randy, der gemeinsam mit Bali Bandits aufgenommen wurde. Der Future-House-Track rückte bis auf Platz 52 der Beatport-Top-100 vor.
Am 13. April 2018 erschien der Song The Riddle. Die Melodie des Breaks basiert auf dem gleichnamigen Lied von Nik Kershaw aus dem Jahr 1985. Auf Spotify erreichte der Song rund neun Millionen Klicks bis Ende des Jahres. Am 15. Juni 2018 folgte in einem ähnlichen Stil der Track Switch, den sie gemeinsam mit dem niederländischen DJ- und Produzenten-Duo Blasterjaxx produzierten. Bereits seit Frühjahr 2018 wurde der Track von unter anderem Hardwell und Tiësto supportet.
Im Juli 2018 veröffentlichte Armin van Buuren das Remix-Paket seines Spätsommer-Hits Blah Blah Blah, zu dem Bassjackers eine Big-Room-Version beisteuerten. Dieser entwickelte sich zu einem Festival-Erfolg und wurde auch auf verschiedenen Musikportalen oft angeklickt. Ähnlich erging es auch einem Remix von Dimitri Vegas & Like Mikes und Wiz Khalifas kommerziellen Erfolg When I Grow Up. Dieser erschien zusammen mit der Kollaboration The Jungle im Zuge von Dimitri Vegas & Like Mikes Tomorrowland EP.
Am 3. September 2018 veröffentlichten Bassjackers den Track Blocks, den sie zusammen mit dem italienischen Musiker-Trio Sunstars aufnahmen. Hinter dem Song, verbirgt sich eine Bass-House-Produktion. Am 5. Oktober 2018 folgte der Song Bounce, der in Zusammenarbeit mit Dimitri Vegas & Like Mike entstand. Bereits seit Anfang des Vorjahres wurde dieser live gespielt. Seit Anfang 2018 wurde eine Version mit dem US-amerikanischen Rapper Snoop Dogg und den US-amerikanischen Produzenten Julian Banks gespielt.
Am 8. Oktober 2018 erschien die EP Les Pays Bass Vol. 2. Diese enthält Kollaborationen mit Pep & Rash und Ralvero unter anderem im Bass-House- und Big-Room-Stil. Im November 2018 folgte die Single Zero Fs Given, eine Mischung aus Big-Room und Hip-Hop, die gemeinsam mit Wolfpack entstand.
Am 17. Oktober 2015 schafften sie es erstmals sich in den DJ-Mag-Top-100 der besten DJs zu platzieren. Das Duo stieg hierbei auf Platz 39 ein. Im Folgejahr rückten sie bis auf Platz 34 vor.

## Diskografie

### EPs
- Destiny (2016)
- Les Pays Bass (2017)
- Les Pays Bass Vol. 2 (2018)

### Singles
2007:
- Beat Cut

2008:
- Enowapi
- Klambu (mit Apster)

2009:
- Soju
- 16 (mit Jorn)

2010:
- Stronger (mit Bizzey)
- Clifton
- Bang Like A (mit Ralvero)
- Showrocker (mit The Partysquad)

2011:
- Bimma (mit Oliver Twizt)
- Rambo (mit Ralvero)
- Kefaya (mit The Flexican)
- Mush, Mush

2012:
- RIA (mit Angger Dimas)
- Bronx (mit Yves V)
- Let’s Get Weird (Free-Track)
- Hey (vs. Showtek)

2013:
- Grid (mit Dyro)
- Duckface (mit Kenneth G)
- Collision (mit Ferry Corsten)
- Raise Those Hands (mit R3hab)
- Flag (mit Gregory)
- Zing
- Gamer (mit GRX)

2014:
- Crackin’ (mit Martin Garrix)
- Battle (mit Jordy Dazz)
- Derp (mit MakJ)
- Rampage (mit Kennth G)
- Like That
- Savior
- X (mit Dyro)

2015:
- Wave Your Hands (mit Thomas Newson)
- This Is What We Live For (mit Afrojack)
- Alamo (mit Brooks)
- Memory (mit KSHMR feat. Sirah)
- Bring That Beat
- Sound Barrier (mit Coone)
- Rough (mit Reez)

2016:
- On The Floor Like (mit Joe Ghost feat. MOTi)
- Marco Polo (mit Breathe Carolina & Reez)
- FCK (Dimitri Vegas & Like Mike Edit)
- El Mariachi (mit Jay Hardway)
- Dinosaur (mit Jay Hardway)
- Fireflies (feat Luciana)
- Extreme (mit KSHMR feat. Sidnie Tipton)
- Pillowfight (mit Skytech & Fafaq)

2017:
- Can’t Take It (mit Breathe Carolina feat. CADE)
- Joyride (mit Brooks)
- All Aboard (mit D’Angelo & Francis; Dimitri Vegas & Like Mike Edit)
- These Heights (mit Lucas & Steve)
- Wobble & Jiggle
- The Fever (vs. Breathe Carolina & Apek)
- Ready (mit L3N)

2018:
- Last Fight (vs. Crossnaders)
- Are You Randy? (mit Bali Bandits)
- The Riddle
- Switch (mit Blasterjaxx)
- The Jungle (mit Dimitri Vegas & Like Mike)
- Block (mit Sunstars)
- Bounce (mit Dimitri Vegas & Like Mike)
- Zero Fs Given (mit Wolfpack)

### Remixe
2008:
- Groovenatics – Bust A Move
- Harrison Crump, Josh The Funky 1 – Konstruction (Bassjackers Rekonstructed Remix)
- Oliver Twizt – Houston We Have A Problem
- DJ Rockid – Girlz
- Ralvero feat. Mc Boogshe Dub – Party People

2009:
- D-Rashid feat. Lilian Viera – Dinda
- Genetik & Gio Martinez – Rempejack (mit Ralvero)
- Ian Carey – SOS (mit Ralvero)
- Gregor Salto & Kaoma – Lambada
- Nick & Danny Chatelain – Baila Baila (mit Ralvero)
- Sidney Samson feat. Lady Bee & Bizzey – Let’s Go
- Real El Canario – Don't Stop (Wiggle Wiggle)
- Flow 212 – Ritmo Do Meu Flow (mit Ralvero)

2010:
- Diego Miranda feat. Liliana – Ibiza For Dreams (mit Ralvero)
- Joe Ghost – At Night
- JoeySuki – Bamm
- Carl Tricks feat. Dadz 'N Effect – On Me
- Nick Galea feat. Amba Shepherd – I Believe (mit Ralvero)
- Dave Darell – I Just Wanna Live (mit Ralvero)
- Apster & Firebeatz – Cencerro
- Jaswho? – Naked
- Veron & Praia Del Sol feat. Bizzey – Sleazy 2010
- Seductive – Rockin’
- Martin Solveig & Dragonette – Hello
- Quintino – I Feel

2011:
- DJ Rockid – Girlz
- Carl Tricks feat. Dadz 'n Effect – On Me
- Dada Life – White Noise / Red Meat
- Apster feat. Bizzey – Moanin
- Kid Massive & Peyton – A Little Louder
- Alex Kassel feat. Adam Joseph – Chasing The Dream (Bassjackers Club Mix)
- Moby – Lie Down In Darkness
- Perry Farrell – Applause For You
- Robbie Rivera, Sue Cho & DJ Aero feat. Tommy Lee – Ding Dong
- Tiësto – Maximal Crazy
- Drumsound & Bassline Smith – Freak
- Marcel Woods – Inside Me
- Ferry Corsten – Check It Out

2012:
- Marco V – Analogital
- Cherry Cherry Boom Boom – Come Back From San Francisco
- Andy Caldwell & Morgan Page feat. Jonathan Mendelsohn – Where Did You Go
- Spencer & Hill – Surrender feat. Ari

2013:
- Marcus Schossow & Adrian Lu – Wild Child

2014:
- Dannic feat. Bright Lights – Dear Life

2015:
- Coone – Into The Madness
- Steve Aoki feat. Linkin Park – Darker Than Blood
- Dimitri Vegas & Like Mike feat. Ne-Yo – Higher Place

2017:
- Cheat Codes feat. Demi Lovato – No Promises
- Netsky & Lost Frequencies – Here With You
- Dimitri Vegas & Like Mike & David Guetta feat. Kiiara – Complicated

2018:
- Dimitri Vegas & Like Mike feat. Wiz Khalifa – When I Grow Up
- Armin van Buuren – Blah Blah Blah